# Альберт Луке
Альберт Луке (ісп. Albert Luque; нар. 11 березня 1978, Тарраса) — колишній іспанський футболіст, що грав на позиції флангового півзахисника.
Виступав, зокрема, за клуби «Депортіво» та «Ньюкасл Юнайтед», а також національну збірну Іспанії та збірну Каталонії.
Дворазовий володар Суперкубка Іспанії з футболу. Володар Кубка Інтертото. Володар Суперкубка Нідерландів.

## Клубна кар'єра
Народився 11 березня 1978 року в місті Барселона. Вихованець футбольної школи клубу «Барселона».
У 1997 року перейшов до футбольного клубу «Мальорка», розпочавши виступи спочатку за другу команду клубу, а з 1998 року — в головній команді, де у перший же сезон став володарем Суперкубку Іспанії. Але в перший сезон у «Мальорці» Луке не зумів закріпитися у основному складі та був відданий в оренду до іншого клубу Прімери — «Малаги», в якому провів один сезон 1999—2000 років та став одним з основних гравців команди. Після року перебування в «Малазі» повернувся до клубу з Балеарських островів.
З 2000 по 2002 рік знову виступав у складі клубу «Мальорка», де став одним із основних гравців та бомбардирів клубу. У перший сезон після повернення до клубу став бронзовим призером чемпіонату Іспанії, а в наступному сезоні разом із клубом дебютував у Лізі Чемпіонів. Гол, який забив Альберт Луке у ворота сплітського «Хайдука», допоміг його команді вийти до групового раунду Ліги Чемпіонів. Але після невдалих виступів клубу в чемпіонаті Іспанії, в якому балеарці зайняли лише 16 місце, вирішив змінити клуб.
У 2002 році за 15 мільйонів євро Луке перейшов до складу «Депортіво» із Ла-Коруньї. Відіграв за клуб з Ла-Коруньї наступні три сезони своєї ігрової кар'єри. Більшість часу, проведеного у складі «Депортіво», був основним гравцем команди та одним із кращих бомбардирів клубу, забивши в 101 проведеному матчі за клуб у національному чемпіонаті 26 м'ячів. У складі клубу став володарем Суперкубку Іспанії в 2002 році.
2005 року за 9 мільйонів фунтів стерлінгів футболіст перейшов до «Ньюкасл Юнайтед», у складі якого провів наступні два роки своєї кар'єри гравця. За цей час виборов титул володаря Кубка Інтертото.
За час перебування в англійському клубі Альберт Луке не зумів після численних травм закріпитися в основному складі команди, і 25 серпня 2007 року за 2 мільйони євро перейшов до складу клубу «Аякс» із Амстердама. Під час виступів у Нідерландах Луке разом із клубом виборов титул володаря Суперкубку Нідерландів. Після нетривалих виступів за «Аякс» повернувся до Іспанії, де на правах оренди знову розпочав виступи за футбольний клуб «Малага».
У 2009 році після закінчення орендної угоди Луке повернувся до Нідерландів, але невдовзі знову відбув до «Малаги» та підписав із клубом повноцінний контракт. За андалуський клуб Альберт Луке грав до завершення виступів на професійному рівні у 2011.

## Виступи за збірні
Протягом 1998—2000 років залучався до складу молодіжної збірної Іспанії. На молодіжному рівні зіграв у 13 офіційних матчах, забив 3 голи.
У 2000 році Альбет Луке виступав за олімпійську збірну Іспанії на Олімпійських Іграх у Сіднеї, де разом із командою став срібним призером.
2002 року дебютував в офіційних матчах у складі національної збірної Іспанії. Протягом кар'єри у національній команді, яка тривала 4 роки, провів у формі головної команди країни 18 матчів, забивши 2 голи.
У складі збірної був учасником чемпіонату світу 2002 року в Японії і Південній Кореї, чемпіонату Європи 2004 року в Португалії.
Альберт Луке грав також за збірну Каталонії, у складі якої провів 3 матчі, у яких відзначився 2 забитими м'ячами.

## Титули і досягнення
- Володар Суперкубка Іспанії з футболу (2):

«Мальорка»: 1998
«Депортіво»: 2002
- Володар Кубка Інтертото (1):

«Ньюкасл Юнайтед»: 2006
- Володар Суперкубка Нідерландів (1):

«Аякс»: 2007
- Срібний призер олімпійських ігор: Сідней, 2000